# Улица Отакара Яроша
Улица Отакара Яроша (укр. вулиця Отакара Яроша) — улица в городе Харькове в районе жилого массива Павлово Поле. Берёт начало от Клочковской улицы и пролегает вдоль Саржина яра по правому его склону вверх к улице 23 Августа до улицы Балакирева.
Улица застроена жилыми домами в пять, девять и четырнадцать этажей. На ней много зелени, особенно в восточной части, где здания построены только с одной стороны, а другую сторону занимает территория Ботанического сада Харьковского национального университета им. В. Н. Каразина
В начале улицы находится студгородок университета.

## История
- Несколько лет называлась Шляховой улицей.
- Окончательное название получила в честь надпоручика Отдельного чехословацкого батальона Отакара Яроша, погибшего в боях с фашистами в марте 1943 года в селе Соколово Змиёвского района Харьковской области.
- Ботанический сад, изначально размещавшийся на Клочковской, вскоре после закладки улицы окончательно переносится на Отакара Яроша.
- В 1970 году была построена подвесная канатная дорога Павлово Поле — Центральный парк культуры и отдыха.

## Достопримечательности

Павильон над источником, фото 1980 г.
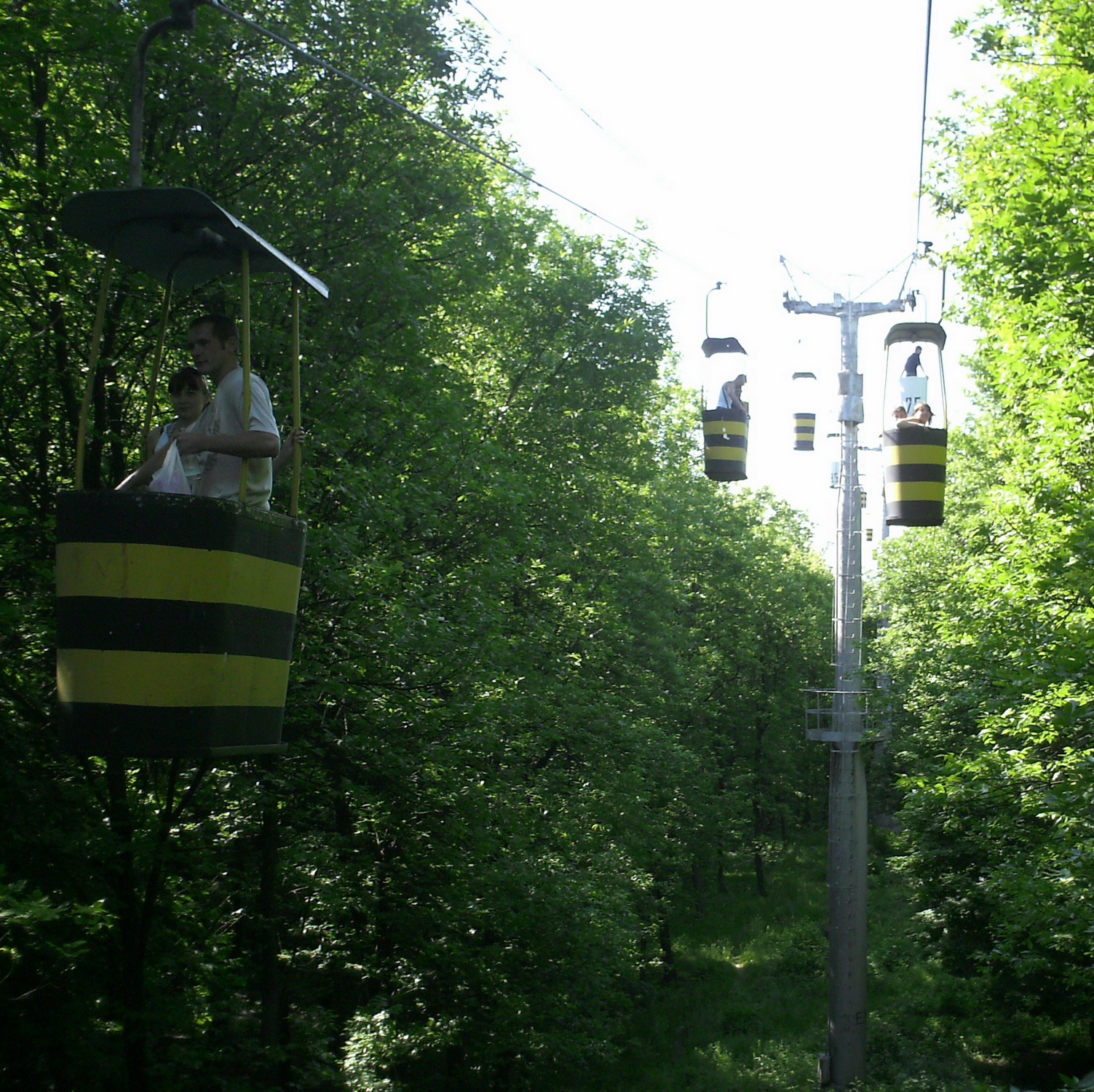
Канатная дорога
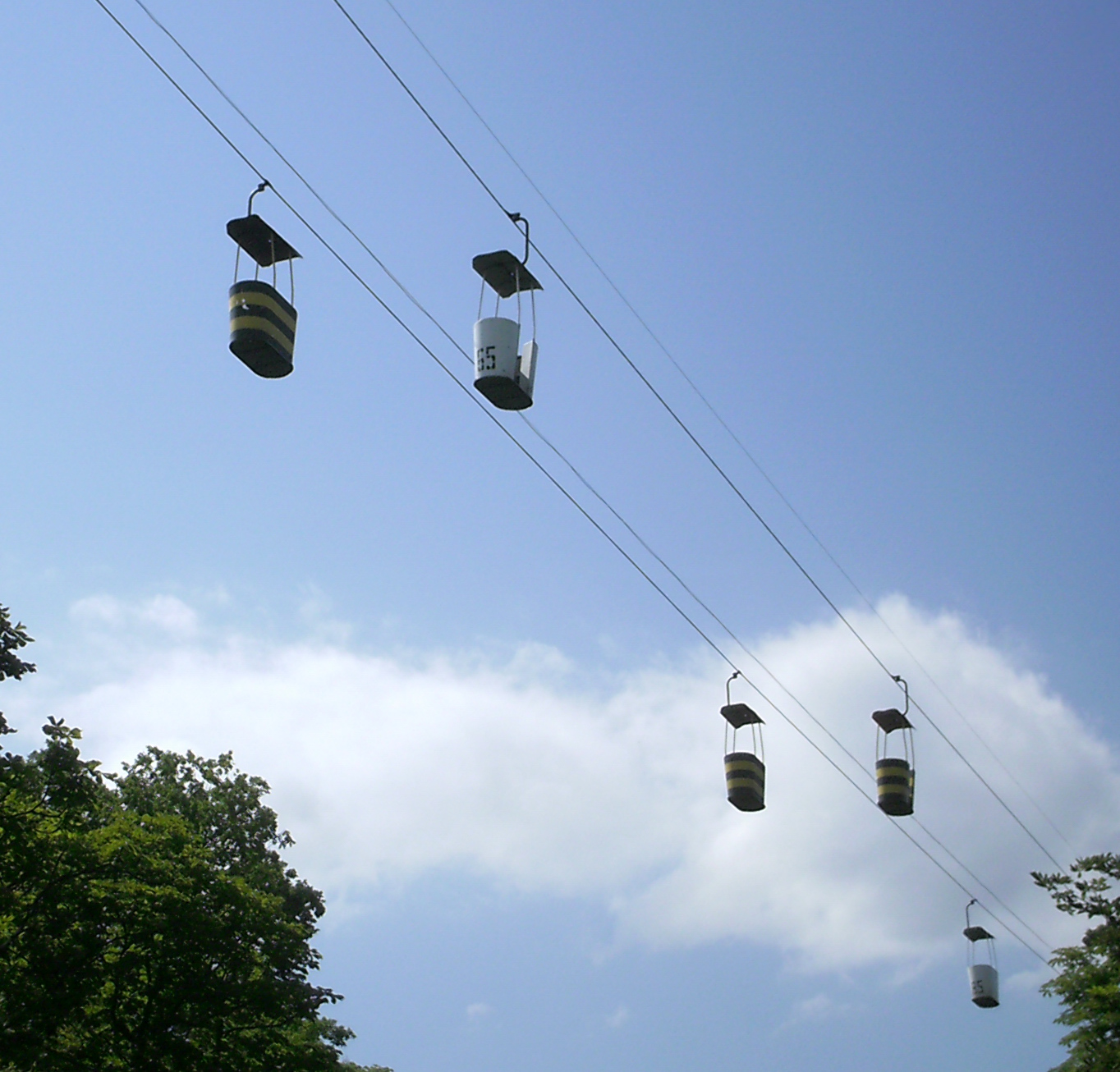
Канатная дорога. Вид снизу
Памятная табличка Отакару Ярошу.
Она же с другой стороны.

- Гостиница «Мир» (бывш. «Интурист»)
- Спортивный клуб фехтования и фитнеса «Унифехт»
- Мемориальная доска Отакару Ярошу
- Канатная дорога между парком Горького и Павловым Полем через Саржин яр. Длина 1400 м.
- Источник минеральной воды (Ботанический сад)
- гостиница hotel 12 (мини отель)

## Транспорт
Транспортно не перегружена — основной поток направлен по улицам Клочковской, 23 Августа и проспекту Науки.
21 августа 2004 года на пересечении улицы Отакара Яроша и проспекта Ленина была открыта станция метро «Ботанический сад» Алексеевской линии. Это позволило несколько разгрузить улицу от городского транспорта.